# Der letzte Dinosaurier
Der letzte Dinosaurier (Originaltitel: The Last Dinosaur) ist ein Spielfilm von 1977. Der Film entstand als japanisch-amerikanische Coproduktion unter der Regie von Alex Grasshoff und Shusei Kotani. Das Drehbuch schrieb der frühere Comic-Zeichner William Overgard.
Kinostart in Deutschland war der 7. Juli 1977.

## Handlung
Ein Team des Multimilliardärs und Großwildjägers Masten Thrust stößt bei Ölbohrungen in der Nähe des Südpols auf eine von der Außenwelt isolierte Urzeitwelt. Als er mit einem fünfköpfigen Team die rätselhafte Welt erforschen will, werden sie von einem Tyrannosaurus rex angegriffen, der ihr Bohrfahrzeug verschleppt. Der japanische Wissenschaftler der Gruppe verliert dabei sein Leben. Die übrige Gruppe bestehend aus Masten Thrust, einem Fährtenleser, einem Geologen und einer Fotografin, schlägt sich mehrere Monate durch die Wildnis. Dabei werden sie immer wieder vom Tyrannosaurus rex angegriffen und terrorisiert, doch kann sich die Gruppe originell und mit Einfallsreichtum zur Wehr setzen. Mit der Zeit lernen sie die Eingeborene Hazel kennen, die ihnen bei ihrem täglichen Leben hilft und der Frankie Englisch (im Original) beibringt. Eines Tages finden sie den Polar-Bohrer wieder, den Chuck kurz vor dem Verlöschen der Batterien wieder betriebsbereit machen kann. Der inzwischen zivilisationsmüde gewordene Thrust bleibt in der vergessenen Welt zurück, während die Fotografin Frankie und der Geologe Chuck ihre Heimreise antreten. Offen bleibt, ob Thrust, welcher eine gewisse Jagdobzession entwickelt, am Ende den Tyrannosaurus „The Last Dinosaur“ erlegen kann.
Frankie kann sich nur schwer von Thrust verabschieden, mit den Worten “Let him. It’s the last dinosaur.” (Lass ihn, er ist der letzte Dinosaurier.) Woraufhin Thrust sagt: “So am I.” (So wie ich.).

## Hintergrund
Der von Arthur Rankin Jr. und Jules Bass produzierte Film war ursprünglich als Kinoproduktion gedacht. Während er in Amerika direkt im Fernsehen landete, lief er in Japan und Europa hingegen im Kino. Die Spezialeffekte wurden von der japanischen Firma „Tsuburaya Productions“ realisiert, die in den 60er Jahren von Spezialeffektfachmann Eiji Tsuburaya gegründet wurde. Einer seiner Söhne war auch Co-Produzent von „der Letzte Dinosaurier“.

## DVD-Veröffentlichung
Die Firma EuroVideo veröffentlichte Der letzte Dinosaurier am 1. August 2017 in Deutschland erstmals auf DVD.

## Kritik
„Milder Gruselschocker mit einigen parodistischen Elementen, leidlich unterhaltsam“